# Doryopteris adornata
Doryopteris adornata là một loài dương xỉ trong họ Pteridaceae. Loài này được Yesilyurt mô tả khoa học đầu tiên năm 2008.
Danh pháp khoa học của loài này chưa được làm sáng tỏ. 